# Солом'янська вулиця (Черкаси)
Ву́лиця Солом'янська — вулиця у Придніпровському районі міста Черкаси.

## Розташування
Вулиця складається з двох ділянок. Перша ділянка простягається від вулиці Нижня Горова на південь до вулиці Різдвяної. Далі повертає на південний схід до вулиці Юрія Іллєнка. Друга ділянка довжиною 0,2 км є залишком вулиці, який починається за будинком № 11 по вулиці Юрія Іллєнка і далі до вулиці Чехова.

## Опис
Вулиця неширока, по одній смузі руху в кожен бік. Перша ділянка та права сторона другої забудовані багатоповерховими будинками. Ліва сторона другої ділянки забудована приватними будинками.

## Походження назви
Вперше вулиця згадується 1893 року як Солом'янська. 1916 року перейменована в Гетьманську. 1941 року і до 1957 року її було названо на честь Стаханова. В період окупації вулиця називалась знову Гетьманською. З 1957 року носить назву на честь російського письменника Льва Толстого. 2022 року в межах кампанії з декомунізації, яка розпочалася після російського повномасштабного вторгнення в Україну, вулиці було повернено історичну назву.